# سعد بن إبراهيم الزهري
سعد بن إبراهيم الزهري (المتوفي سنة هـ) تابعي مدني من رواة الحديث النبوي، تولى قضاء المدينة المنورة في زمانه.

## سيرته
ولد سعد بن إبراهيم بن عبد الرحمن بن عوف الزُهري في المدينة المنورة سنة 55 هـ، وهو كأبيه إبراهيم أحد رواة الحديث النبوي، وهو حفيد الصحابيين عبد الرحمن بن عوف وسعد بن أبي وقاص حيث أن أمه هي أم كلثوم بنت سعد بن أبي وقاص.
أدرك سعد من الصحابة عبد الله بن عمر بن الخطاب وجابر بن عبد الله بن عمرو بن حرام، وأخذ منهما ومن تابعي أهل المدينة الحديث النبوي، وقد تولّى سعد قضاء المدينة المنورة في زمانه. قال شعبة بن الحجاج أنه كان يختم القرآن في كل يوم وليلة.
توفي سعد بن إبراهيم الزُهري سنة 127 هـ، وقيل سنة 125 هـ أو 126 هـ أو 128 هـ. وقد ترك سعد بن إبراهيم من الولد إسحاق وآمنة أمهما أم كلثوم بنت محمد بن عبد الله بن أبي سعد الحكمي، وإبراهيم وسودة أمهما من بني حسل بن عامر بن لؤي، ومحمد وإسماعيل لأم ولد.

## روايته للحديث النبوي
- روى عن: عبد الله بن جعفر بن أبي طالب وأنس بن مالك وأبي أمامة بن سهل وعبد الله بن شداد بن الهاد وأبي عبيدة بن عبد الله بن مسعود وأبي عبيدة بن محمد بن عمار بن ياسر وسعيد بن المسيب وحفص بن عاصم بن عمر بن الخطاب وأبيه إبراهيم بن عبد الرحمن بن عوف وعمه حميد بن عبد الرحمن بن عوف وخاليه إبراهيم بن سعد بن أبي وقاص وعامر بن سعد بن أبي وقاص وعروة بن الزبير وعبد الرحمن بن هرمز والقاسم بن محمد بن أبي بكر وطلحة بن عبد الله بن عوف وطلحة بن عبد الله بن عثمان وعبيد الله بن عبد الله بن عتبة ومعبد الجهني ونافع بن جبير بن مطعم ومحمد بن حاطب بن أبي بلتعة[3] وإبراهيم بن عبد الله بن قارظ وإبراهيم بن محمد بن طلحة والحسن البصري والحكم بن ميناء وريحان بن يزيد العامري وعبد الله بن كعب بن مالك وعبد الرحمن بن كعب بن مالك وعلي بن عبد الله بن عباس وابن عمه عمر بن أبي سلمة بن عبد الرحمن بن عوف ومحمد بن جبير بن مطعم ومحمد بن عمرو بن الحسن بن علي بن أبي طالب ومحمد بن المنكدر وأخيه المسور بن إبراهيم بن عبد الرحمن بن عوف ونافع مولى ابن عمر ونصر بن عبد الرحمن القرشي وعمه أبي سلمة بن عبد الرحمن بن عوف.[2]
- روى عنه: ابنه إبراهيم بن سعد الزهري وابن شهاب الزهري ويزيد بن عبد الله بن الهاد وموسى بن عقبة ويحيى بن سعيد الأنصاري ومحمد بن عجلان وأيوب السختياني وزكريا بن أبي زائدة ومسعر بن كدام وابن إسحاق ويونس بن يزيد الأيلي وشعبة بن الحجاج وسفيان الثوري وعبد العزيز بن الماجشون وحماد بن سلمة وحماد بن زيد وعبد الله بن جعفر المخرمي وأبو عوانة الوضاح بن عبد الله اليشكري وسفيان بن عيينة[3] وشريك بن عبد الله النخعي وأخوه صالح بن إبراهيم بن عبد الرحمن بن عوف وعبد الواحد بن أبي عون وعياض بن عبد الله القرشي الفهري وقيس بن عبد الرحمن بن أبي صعصعة ومحمد بن صالح التمار ومنصور بن المعتمر.[2]
- الجرح والتعديل: قال ابن سعد: «كان ثقة، كثير الحديث»، وقال أحمد بن حنبل: «كان ثقة، فاضلاً»، كما وثّقه يحيى بن معين وأبو حاتم[3] والعجلي والنسائي. وروى له الجماعة.[2]